# بول غور
بول غور (بالرومانية: Paul Gore)‏ (27 يوليو 1875 - 8 ديسمبر 1927) (بالرومانية: Paul Gore) هو سياسي ومؤرخ من بيسارابيا.
كان رئيس الحزب المولدافي الوطني.

## مسيرته
تخرج من المدرسة الثانوية في ميكولايف، منطقة هيرسون سنة 1895، ثم من كلية الحقوق في جامعة سانت بطرسبرغ سنة 1901.
في عام 1905 أصبح قاضي سلام في مقاطعة أورهي وفي نفس العام أصبح رئيس لجنة تحرير جمعية مولدافيا. وفي عام 1909، أصبح مديرًا للصحة ومديرًا للمتحف الوطني في كيشيناو.

## صور

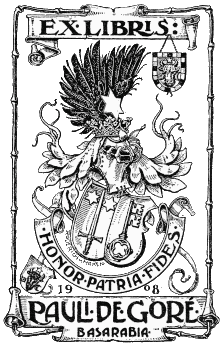
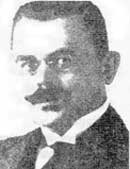
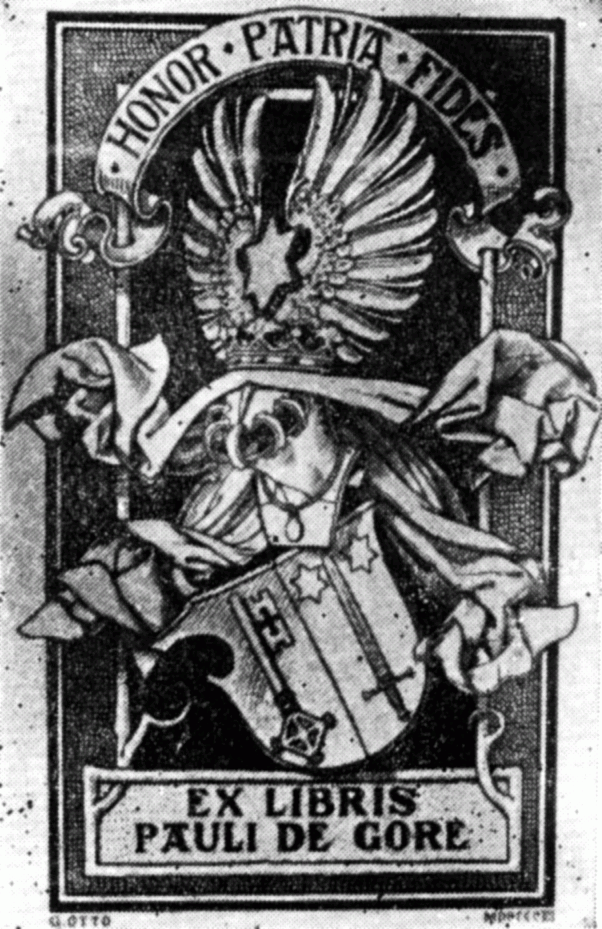